# Lois livournaises
 (23 décembre 2018).
Le contenu est difficilement compréhensible vu les erreurs de traduction, qui sont peut-être dues à l'utilisation d'un logiciel de traduction automatique.

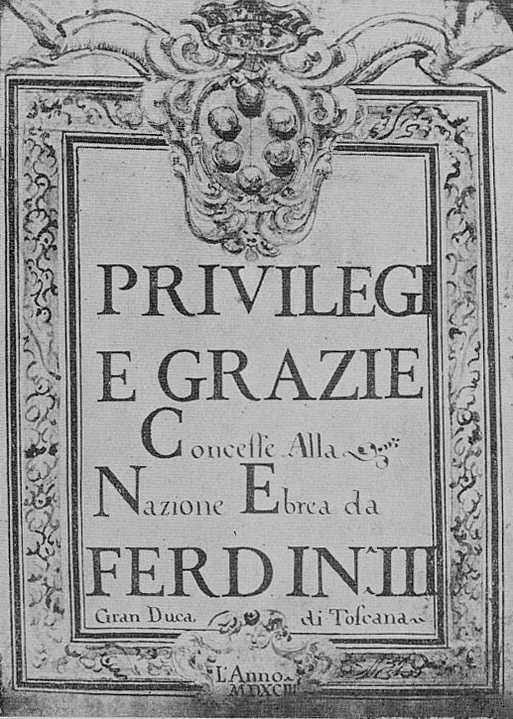
Leggi Livornine

Les Lois livournaises (Leggi Livornine) sont une série de mesures législatives émises par le grand-duc de Toscane Ferdinand Ier de Médicis, en deux phases, en 1591, et en 1593, s'adressant à la population de Livourne, afin de favoriser le développement économique de la ville et de l'économie maritime du grand-duché de Toscane. Bien que ces lois soient initialement destinées à la ville de Pise, c'est à Livourne qu'elles ont été les plus efficaces.

## Histoire

### Prémices
En 1587 Ferdinand Ier, frère de Francesco, devenu grand-duc de Toscane, donne un réel essor à la construction du port et de la nouvelle ville de Livourne, destinée à devenir le principal débouché sur la mer pour le commerce du grand-duché de Toscane.
Déjà dans les premières années de la république de Florence avaient été émises des lois protégeant les privilèges de ceux venus vivre à Livourne. En 1548, Cosimo Ier de Medici avait accordé aux juifs une protection contre l'Inquisition. En outre, en 1586, il avait invité la Nation anglaise à Livourne, à condition qu'elle n'importe pas de marchandises turques. En remerciement, la reine Élisabeth Ire d'Angleterre supprime la taxe sur l'alun importés par les Florentins.
Le 8 octobre 1590, Ferdinand Ier, publie une loi pour encourager la croissance de la population de la ville. C'est une invitation à s'installer à Livourne, avec la promesse de l'immunité pour dettes et crimes commis auparavant, avec l'octroi de quelques équipements pour l'achat d'une maison pour les fabricants de linceuls, charpentiers de marine, menuisiers, maçons, tailleurs de pierre, pêcheurs, marins, et autres professions manuelles (ces exceptions sont abolies dès 1592).

### Leggi Livornine
Le 19 février 1591, un acte, par lequel « Le Sérénissime Grand-Duc de Toscane, et de S. A. S. le de Nombreux Magnifiques, et Clarissimi sigg. Les Lieutenants et les Conseillers de la République Florentine, réunis, etc. compte tenu de la quantité benefitio et le confort des contributions alli trafics, et commercj du Membre de la S. A. S. le Port de Livourne... » assurée que par exemple, l'annulation des dettes contractées auprès des étrangers, l'exemption de taxes, de l'annulation de condamnations pénales (à quelques exceptions près, parmi lesquelles l'hérésie, et la « fausse monnaie »), et la vente a facilité l'hébergement pour toute personne qui a transféré à la ville de Livourne.
Le soi-disant Privilège de 1591 a été étendu en date du 10 juin 1593, devenir connu comme la Constitution Livornina. Le Livornina a été adressée aux juifs et aux commerçants de toute la nation qui était venu vivre à Livourne et Pise : « La Serenissimo Gran Duca... pour Vous tous les Marchands de toutes les Nations du Levant, Ponentine, espagnol, Portughesi, les Grecs, les Allemands, les Italiens, les Hébreux, les Turcs, les arabes, les Arméniens, les Perses, en disant à chacun d'eux, à la santé... de son désir d'élever l'esprit à des étrangers de venir assister à leurs trafics, merchantie dans sa Ville bien-aimée de Pise et le Port et le Port de Livourne avec habitarvi, sperandone doit être utile à l'ensemble de l'Italie, nos serviteurs, et le maximum pour les pauvres... ». Parmi les aspects les plus importants, il a garanti la liberté de culte, (surtout pour les Juifs, il en est resté exclu de l'autre les Non-Catholiques), la profession religieuse et politique, l'annulation des dettes et des autres condamnations pénales pour au moins 25 ans, a institué un régime douanier pour le bénéfice de la marchandise à l'exportation et à l'assuré le libre exercice de tout commerce, tant qu'ils ont gardé une maison en Pise et Livourne.

### Les Nations

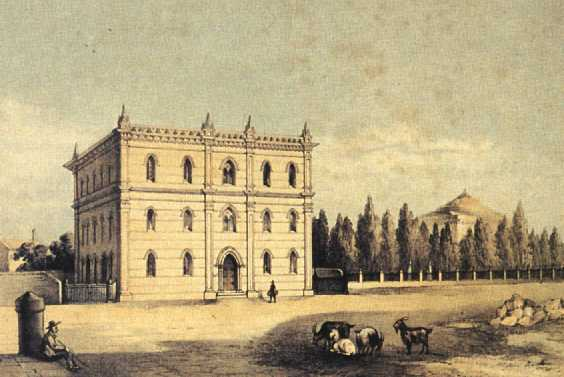
Église Presbytérienne d'Écosse (dite aussi Église presbytérienne d'Écosse), ancien cimetière anglais et église anglicane de Saint-Georges

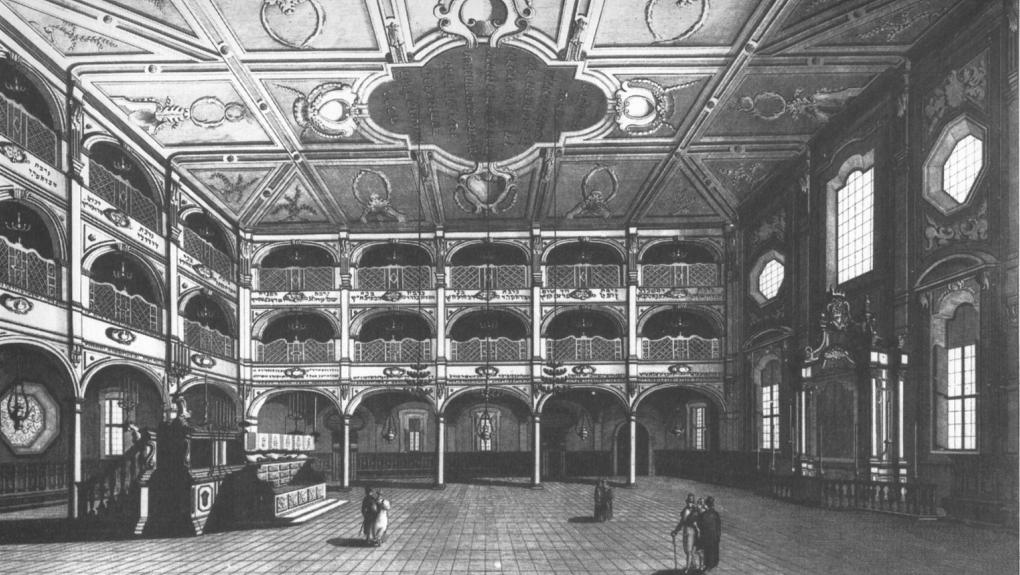
Vieille synagogue de Livourne

Les Leggi Livornine, par l'établissement de zones franches et la neutralité du port, favorisent l'afflux dans la ville de nombreux marchands étrangers : les Grecs, bien que la première communauté s'est développée au XVIe siècle en utilisant les navires de l'ordre de Saint-Étienne), les Français, les Néerlandais et les Allemands, entre autres. Ces communautés, avec leurs propres consuls, ont donné à Livourne les caractéristiques d'une ville cosmopolite, multi-raciale et multi-religieuse. Pendant environ trois siècles, Livourne compte les boutiques de marchands parmi les plus prospères de la Méditerranée ou plutôt du bassin méditerranéen, des établissements bancaires, des œuvres d'utilité publique et de bienfaisance, des palais et des villas.
Pour le territoire, leur présence a conduit à l'ouverture des espaces, des cimetières et des lieux de cultes nationaux. Depuis le début du XVIIe siècle diverses communautés catholiques de rite Latin ont eu un point de référence dans l'église de Notre-Dame, située dans la rue du même nom. À côté, les Grecs de rite catholique oriental et de rites catholiques orientaux érigent l'église de la Santissima Annunziata. Un siècle plus tard, les Arméniens sont autorisés à construire leur lieu de culte le long de la rue Notre-Dame.
Grâce aux privilèges de la Livornine, déjà au XVIIe siècle, les Juifs ont été en mesure d'avoir un cimetière et une synagogue ; la communauté ne se limite pas à un ghetto, mais se sont installés principalement à l'arrière de la cathédrale de Livourne, qui a donné naissance à certains des plus hauts bâtiments de la ville.
Les chrétiens non-catholiques, cependant, doivent composer avec les règles strictes de l'Inquisition, puisque le seul culte chrétien légal était le catholique. Pendant une longue période, ils ne peuvent pas instituer leurs cimetières ; le premier cimetière protestant, est l'ancien cimetière anglais de Livourne, qui depuis plusieurs années n'a pas pu être clôturé ou marqué par les tombes et les monuments.
De même, la construction des églises orthodoxes et protestantes est longtemps interdite par le clergé catholique. Cependant, dans la seconde moitié du XVIIe siècle, grâce aux pressions de la part des autorités civiles et diplomatiques, la construction de la première église non-catholique de l'ensemble de la Toscane, l’église grecque orthodoxe de la Sainte Trinité, a été autorisée. Cependant, cette église ne pouvait pas avoir une tour et ne serait pas visible de la voie publique. Peu de temps après les protestants, eux aussi, étaient en mesure de construire la première humble chapelle.
Le dernier chapitre significatif des Nations était vers le milieu du XIXe siècle, lorsque le non-catholiques protestants, anglicans, écossais, et de la Congrégation hollandaise-allemande (qui à l'époque composée principalement de Suisses et Allemands) ont pu enfin construire une vraie église, de taille et de forme adaptée à l'importance réalisés par les communautés respectives.
Les années qui ont suivi l'unification ont entraîné le déclin des Nations unies. L'abolition de la gratuité de port, mise en œuvre en 1868, et la crise économique qui a eu des répercussions sur la ville vers la fin du XIXe siècle, ont provoqué le départ de nombreux marchands et la perte de visibilité de la plupart de ces actifs liés à leur mémoire.
Dans la période entre les deux guerres mondiales certains cimetières historiques ont été démantelés, tandis qu' au début des années 1940 la démolition de l'église grecque orthodoxe de la Sainte Trinité a été autorisée. Ce patrimoine a encore diminué en raison des événements de la guerre et de la reconstruction ultérieure, lorsque l'histoire des Nations, a été, en partie, oublié.